# She Holds a Key
She Holds a Key is een nummer van de Amerikaanse zanger Gavin DeGraw uit 2008. Het is de tweede single van Gavin DeGraw's tweede studioalbum, dat dezelfde naam heeft als hijzelf.
Het nummer kwam alleen in Nederland in de hitlijsten. Het haalde de 29e positie in de Top 40 en werd daarmee een bescheiden hitje.